# Trigonospora glandulosa
Trigonospora glandulosa är en kärrbräkenväxtart som beskrevs av Sledge. Trigonospora glandulosa ingår i släktet Trigonospora och familjen Thelypteridaceae. Inga underarter finns listade.